# Skalní sklep
Skalní sklep, lidově Skalák, je vila, bývalý hostinec, restaurace a hotel nacházející se v Nádražní ulici ve městě Adamov v Jihomoravském kraji.

## Historie
Na místě současné vily stával dříve hostinec, který postavili Liechtensteinové na místě původní panské stodoly. V roce 1863 vznikl v budově čtenářský spolek, třicet let na to ale obyvatelé města budovu strhli a postavili hotel v německém stylu. Původní hostinec se jmenoval U Skalního sklepa, odkud nese vila svůj název i v současné době.
Postupem času vilu drželo několik majitelů, po druhé světové válce zde fungovalo ředitelství závodu, knihovna a konaly se zde plesy. Časem přestávala být využívanou a chátrala. V roce 2012 vilu zakoupil Martin Boháček a pustil se do rekonstrukce, která probíhá i v roce 2018.

## Popis
Jedná se o patrovou budovu nacházející se v těsné blízkosti vlakové stanice Adamov – zastávka. Součástí budovy je například velký sál a nebo zastřešené zápraží. Těsnou blízkostí vily protéká řeka Svitava.